# ハルフォード (駆逐艦)
ハルフォード(USS Halford DD-480)は、アメリカ海軍のフレッチャー級駆逐艦。名誉勲章を受章した受章者ウィリアム・ハルフォード中尉（1841-1919）に名は因む。

## 艦歴
ハルフォードは、1941年6月3日にワシントン州ブレマートンのピュージェット・サウンド海軍造船所で起工され、1942年10月29日にハルフォード中尉の娘ユニス・ハルフォードにより進水、1943年4月10日に就役した。
ハルフォードは、フロート機用のカタパルトを搭載して完成したフレッチャー級駆逐艦3隻（計画6隻中）のうちの1隻で、他にはプリングルとスティーヴンスがいた。カタパルトと航空機クレーンは、2番煙突のすぐ後方、後部魚雷発射管マウント、5インチマウント3番、後部甲板ハウスの第2甲板に設置された。(40mm連装砲は、このクラスのほとんどの艦が20mm連装砲を搭載していた爆雷投射機のすぐ前方の船尾に移された)。フロート機は、本艦が所属する駆逐艦隊の偵察に使用されることが意図されていた。カタパルトで発進させ、艦の横に着水させ、航空機クレーンで回収する。このフロート機は運用上、意図した目的には適さないことが判明し、3隻は最終的にフレッチャー級の標準的な構成に改造された。

### 1943年

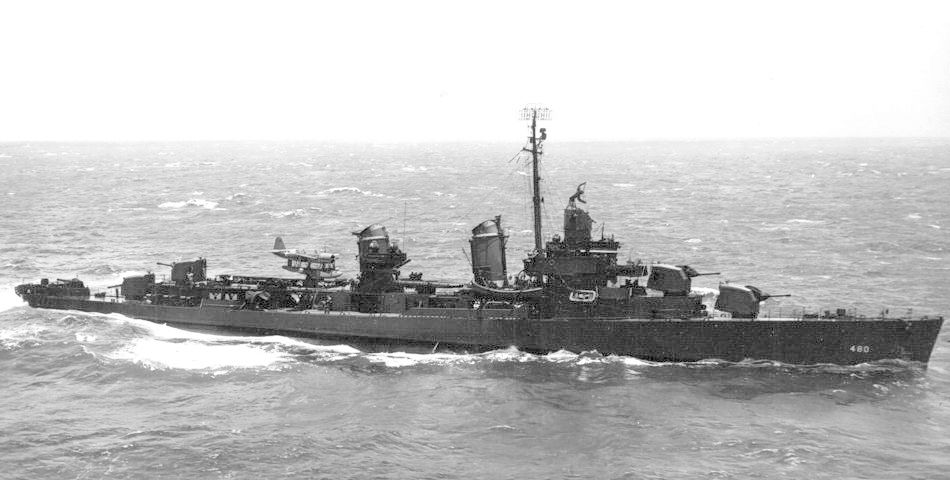
カタパルトとOS2U偵察機を持つハルフォード（1943年7月）。

太平洋戦争が激しさを増していた1943年、太平洋艦隊はミクロネシア全域の強大な掃討作戦に備えた。艦隊の「見る目」を強化するため、ハルフォードは巡洋艦カタパルトと偵察観測機を搭載して建造された。7月5日にサンディエゴを出発し、5日後に真珠湾に到着。それから3ヵ月半、ハルフォードは小型艦に偵察機を搭載することの可能性をテストすることになった。戦術的変化と海軍の航空母艦戦力増強のため、ハルフォードは1943年10月27日にメア・アイランド海軍造船所に戻り、カタパルトと偵察機を2基目の魚雷発射管と3番5インチマウントに換装した。
12月6日、戦闘力を高め、新たな側面を取り入れたハルフォードは、再び南太平洋に向けて出港した。真珠湾、フナフティ、エスピリトゥサント、サモアのトゥトゥイラに寄港し、クリスマスにはガダルカナルに向かう海兵隊の増援を乗せた軍艦ラーラインの護衛を含む輸送船団の任務に就いた。ガダルカナルに到着すると、対潜水艦スクリーンの指揮を執り、ルンガ岬沖に着任した。ガダルカナルに加え、ハルフォードはブーゲンビル島のビーチヘッドを支援し、補給列車を遮蔽し、沿岸砲撃に参加した。

### 1944年
1944年1月、ニューアイルランドの東海岸での対艦掃討作戦は、東ブカ航路沖での対砲台砲撃によって中断され、ハルフォード、ウォーラー、ワズワースにとって緊張と興奮の日々であった。
ハルフォードは次に、T・S・「ピン」・ウィルキンソン提督のグリーン諸島攻撃部隊の旗艦となった。ハロルド・E・バロウクラフ少将のニュージーランド第3師団を乗せたウィルキンソン提督の駆逐艦・輸送船団は、2月12日から13日にかけてベララベラ島とトレジャリー諸島から出撃し、2月15日06時20分にバラフン島沖に到着、上陸用舟艇をフル装備で降ろした。
ハルフォードはグリーン島沖に着艦し、荷揚げ作業が進む間、パトロールを開始した。9時40分、ニュージーランド軍のバロウクラウ大将と関係者がグリーン島に上陸するために下船した。最初の上陸から2時間以内に、ニュージーランド軍はすべて上陸し、2月15日のDデイには5,800人が上陸した。このような部隊がラバウルから115マイル（210km）離れた地点に数千の部隊を事実上抵抗もなく上陸させることができたという事実は、太平洋における連合艦隊の力と機動力を実証するものであった。
ハルフォードは次に駆逐艦部隊に加わり、ニューアイルランド西海岸沖の海運掃討作戦を行った。1944年2月24日から25日の夜、ハルフォードとベネットは2隻の小型沿岸船を撃沈し、哨戒艦1隻に大損害を与えた。その後3日間、ハルフォードは強力な日本海軍基地であるトラックの南で掃海を行い、補給のためにパービス湾に戻った。
1944年春、ハルフォードはソロモン諸島北部への補給部隊の護衛に奔走した。その後ハルフォードは、6月初旬のマリアナ諸島攻略作戦を皮切りに、艦歴史上史上最長の巡航に備えた。
ハルフォードが75日間海上に留まったフォーエージャー作戦の初期段階は、テニアンの西海岸防衛線への砲撃であり、それに続く夜間の擾乱砲撃と重爆撃部隊の牽制であった。6月17日、ハルフォードはマーク・A・ミッチャー提督の有名な第58任務部隊（TF58）の戦列に加わり、史上最大の空母行動であるフィリピン沖海戦に参加した。6月19日、ハルフォードは戦闘の第一段階である「マリアナの七面鳥撃ち」に出撃。2日間にわたるフィリピン沖海戦で、日本艦隊は空母機395機、フロート機31機、空母3隻を失った。
グアムの足場が確保されている間、ハルフォードは浜辺の解体部隊を援護し、突撃部隊に至近距離から砲撃支援を行い、日本軍の戦線から脱出した多くの友好的な原住民を救出した。ハルフォードはその後、アンガウル火力支援グループに加わり、アンガウル島砲撃戦に参加した（1944年9月4日〜21日）。
ハルフォードは次にフィリピン奪還作戦に転じた。南方攻撃部隊のジェシー・B・オルデンドルフ提督の火力群に参加したハルフォードは、レイテ島侵攻前の砲撃に参加した。そして10月24日、トーマス・C・キンケイド提督が、西村正治提督の南方部隊がスリガオ海峡を経由してレイテ湾に侵入しようとすると推定すると、ハルフォードはスリガオ海峡の戦い（1944年10月24日〜25日）に備えた。その夜から10月25日未明にかけて、ハルフォードは駆逐艦師団112の一員として、駆逐艦時雨を除く日本軍南方部隊が事実上全滅するのを目撃した。アメリカ軍の死傷者は死者39名、負傷者114名で、そのほとんどが駆逐艦アルバート・W・グラントであった。オルデンドルフ提督は戦いの後、「私の持論は、昔のギャンブラーのように『カモにはチャンスを与えない』というものだった。相手が愚かにも劣勢の戦力で向かってくるのなら、互角の勝負をするつもりはない」と発言している。
日本の海上戦力を決定的に壊滅ささせたレイテ沖海戦の後、ハルフォードは1944年11月1日にレイテ湾を出港し、12月2日に上陸作戦の援護部隊の一員としてレイテに戻るまで、ウルシー環礁から第3艦隊の作戦に参加した。12月6日には、損傷したSSアントン・ソートレインをレイテに護衛するために派遣されたが、同船は航空攻撃で失われた。レイテに戻ったハルフォードは、次にオルモック湾への補給部隊とミンドロへの兵員輸送船を護衛した。

### 1945年

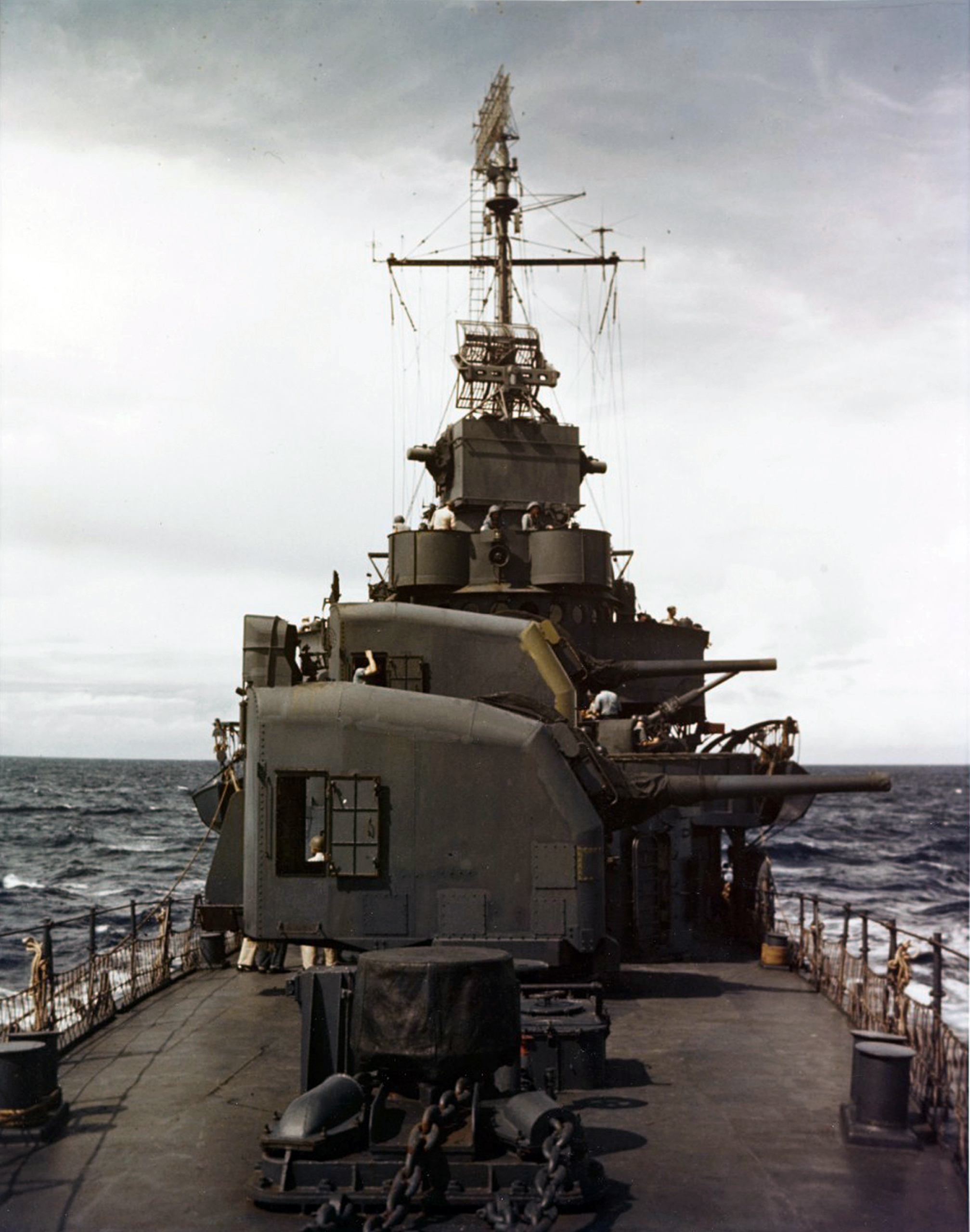
ハルフォードの前部砲塔

1945年1月2日午後、ハルフォードはルソン島占領のため、第79任務部隊の輸送船をリンガエン湾まで護衛するため、ホランディアから出撃した。激しい航空攻撃にもかかわらず、輸送船を無事に送り届け、湾の入り口のパトロールを開始した。そして1月11日の午後、ハルフォードはサンフェルナンド港の海運攻撃に参加し、3隻の小型貨物船、上陸用舟艇、数隻のはしけを撃沈した。翌朝、ロサリオの町を無力化する砲撃に参加した。
2月14日、サイパン港を哨戒中、煙幕の中でハルフォードがM.S.テリー・E・スティーブンソンに衝突。負傷者はいなかったが、ハルフォードはメア・アイランドに戻る必要があり、1945年3月24日にメア・アイランドに到着した。
1945年5月27日、ハルフォードはサンディエゴを出発し、再び西へ向かった。真珠湾経由でマーシャル諸島に向かい、エニウェトクからウルシーまでの輸送船を護衛した。8月11日、ハルフォードはエニウェトクを出港し、北太平洋艦隊の一員としてアラスカのアダックに向かった。軽空母、巡洋艦、駆逐艦で構成された機動部隊とともに、ハルフォードは8月31日にアダックを出港し、9月12日に日本の本州北部、大湊に入港した。フランク・ジャック・フレッチャー海軍中将の指揮の下、この部隊は大湊警備府とその周辺地域の初期占領を担当した。
フレッチャー提督のタスク・グループとともに、ハルフォードは9月20日に大湊を通過し、5日後にアダックに戻り、コディアックを経由して海軍記念日のためジュノーに向かった。

### その後
ハルフォードは1945年11月1日にアラスカのジュノーを出発し、3日後にワシントン州ブレマートンに到着。1946年1月23日、ブレマートンを出港。1月28日にサンディエゴで太平洋予備艦隊に合流し、1946年5月15日に同地で退役した。
ハルフォードは1968年5月1日に海軍艦艇登録から抹消され、1970年4月2日に売却され、スクラップとして解体された。

## 栄典
ハルフォードは第二次世界大戦の戦功で13個の戦列星章を獲得している。